# Wilhelm Weber (Priester)
Wilhelm Weber (* 12. Dezember 1925 in Meggen; † 4. Oktober 1983 in Münster, Westfalen) war deutscher katholischer Theologe und Sozial- und Wirtschaftsethiker.

## Leben
Wilhelm Weber wurde am 12. Dezember 1925 in Meggen/Westfalen, heute Lennestadt, als Sohn des Bergmanns Josef Weber und seiner Ehefrau Maria, geb. Hoheisel geboren. Er studierte nach dem Besuch der Gymnasien in Paderborn, Arnsberg und Bad Driburg Philosophie und Katholische Theologie an der Philosophisch-Theologischen Akademie in Paderborn und an der Päpstlichen Universität Gregoriana in Rom.
Prägend wurden für ihn der Moraltheologe Franz Hürth, der Exeget Augustin Bea, der spätere Kardinal, und vor allem der Sozialphilosoph Gustav Gundlach. Am 10. Oktober 1952 wurde er in Rom zum Priester geweiht. Das Theologiestudium schloss er 1953 in Rom mit dem Lizenziat ab.
Erste Seelsorgstätigkeit übte er als Vikar in Linden aus. 1955 holte ihn der Professor für Christliche Sozialwissenschaften Joseph Höffner als wissenschaftlichen Assistenten an die Universität Münster. Höffner hatte, als Nachfolger von Franz Hitze und Heinrich Weber, 1951 den traditionsreichen Lehrstuhl übernommen und das Institut für Christliche Sozialwissenschaften gegründet. Weber promovierte 1957 bei Höffner zum Dr. theol. mit einer Dissertation über den spanischen Sozialphilosophen Luis de Molina als den „wohl bedeutendsten scholastischen Wirtschaftsethiker des 16. Jahrhunderts“ und 1961 zum Dr. rer. pol. mit einer Arbeit über die Geld- und Zinstheorien des 16. und 17. Jahrhunderts.
Als Höffner 1962 Bischof von Münster wurde, wechselte Weber zur Universität Mainz, um sich dort zu habilitieren. Die Habilitationsschrift war der Währungsethik gewidmet. Die Lehrberechtigung für das Fach Christliche Sozialwissenschaften erhielt er im Sommer 1964.
Noch im gleichen Jahr ernannte ihn der Kultusminister von Nordrhein-Westfalen, Paul Mikat, als Nachfolger von Joseph Höffner zum ordentlichen Professor für Christliche Sozialwissenschaften an der Universität Münster und zum Direktor des gleichnamigen Instituts. Das Programm seiner Lehrveranstaltungen umfasste neben der Grundlegung der christlichen Gesellschaftslehre Sozial-, Wirtschafts-, Arbeits- und Berufsethik sowie Politische Ethik und Entwicklungen und Wandlungen des Kapitalismus und Sozialismus.
Außer den Promotionsschriften und der Habilitationsarbeit veröffentlichte er 200 Bücher, Aufsätze und Lexikonartikel zu den genannten Bereichen der Sozialethik und zu aktuellen Fragestellungen. Besonders herausgefordert sah er sich durch die Befreiungstheologie und die Neue Linke, die durch die Kritische Theorie der Frankfurter Schule inspiriert waren.
Weber wurde als Sachverständiger von Bundes- und Landesregierungen, von der Deutschen Bischofskonferenz und vom Bund Katholischer Unternehmer, dessen geistlicher und wissenschaftlicher Berater er fast zwei Jahrzehnte war, angefragt. Er war mehrjähriger Sprecher der Arbeitsgemeinschaft katholischer Sozialwissenschaftler an deutschen Universitäten. 1971 berief ihn der inzwischen zum Erzbischof von Köln ernannte Joseph Höffner zum Berater bei der zweiten Bischofssynode in Rom.
Als Reaktion auf die Befreiungstheologie gründete der Bischof von Essen, Franz Hengsbach, den Studienkreis „Kirche und Befreiung“, dem Theologen aus Deutschland und Lateinamerika, darunter Wilhelm Weber, angehörten. Die Arbeit für den Studienkreis führte Weber in zahlreiche Länder Lateinamerikas und auch in das sandinistisch regierte Nicaragua. Seine dortigen Erfahrungen veröffentlichte Weber unter dem Titel Kreuzweg Nicaraguas. Reiseimpressionen aus einem leidgeprüften Land. Diese Publikation wurde von Studenten und einigen Theologen als Tabubruch empfunden. Die daraufhin erfolgende Störung seiner Lehrveranstaltung bewirkte bei Weber einen Herzinfarkt, von dem er sich nicht mehr voll erholte.

## Ehrungen
Kirchliche Anerkennung erfuhr er durch die Ernennung zum Prälaten durch Papst Johannes Paul II. 1982 wurde er Ehrenmitglied der katholischen Studentenverbindung Unitas Winfridia in Münster.

## Wilhelm-Weber-Preis
Der nach Wilhelm Weber benannte Preis wurde am 22. Mai 1987 durch den Manager und Wissenschaftler Heinz-Josef Kiefer begründet. Er wurde auch nach dessen Tod, bis 2020, durch dessen Familie weitergeführt und an solche Persönlichkeiten und Institutionen vergeben, die sich um die Ideen und praktische Umsetzung der Christlichen Gesellschaftslehre bzw. der Christlichen Sozialwissenschaften verdient gemacht haben. Die Entscheidung über die Preisträger traf stets ein fünfköpfiges Kuratorium unter Vorsitz von Markus Kiefer. Im Jahr 2021 ging die Trägerschaft des Preises über auf die Kommende, Sozialinstitut der Erzdiözese Paderborn. Vorsitzender des Kuratoriums zur Verleihung des Preises ist nun der jeweilige Akademiedirektor, derzeit Peter Klasvogt.
Preisträger waren unter anderen: Michael Novak (1994), Waldemar Kuwaczka (1996), Carl-Heinz Pierk und Johann Wilhelm Naumann, Chefredakteur und Verleger, für die Zeitung Die Tagespost (1999), Klaus Töpfer (2003), Georg Sabin und Lech Polonski (2005), Edith Raidt und Alfred Theisen (2007), Lothar Roos (2011), Theo Waigel (2016), Thomas Rusche (2017), Reiner Siebert (2018), Carsten Linnemann (2019), Angelika Niebler (2020) Christiane Woopen (2022), Christiane Underberg (2023), Steffen Kampeter (2024).

## Schriften (Auswahl)
Monografien:
- Wirtschaftsethik am Vorabend des Liberalismus. Höhepunkt und Abschluss der scholastischen Wirtschaftsbetrachtung durch Ludwig Molina SJ (1535–1600). Aschendorff, Münster 1959.
- Geld und Zins in der spanischen Spätscholastik (= Schriften des Instituts für Christliche Sozialwissenschaften der Westfälischen Wilhelms-Universität Münster, Bd. 13). Aschendorff, Münster 1962.
- Stabiler Geldwert in geordneter Wirtschaft. Gegenwartsfragen der Währungsethik. Aschendorff, Münster 1965.
- Der Unternehmer. Eine umstrittene Sozialgestalt zwischen Ideologie und Wirklichkeit. Hanstein, Köln 1973.
- Person in Gesellschaft. Aufsätze und Vorträge vor dem Hintergrund der christlichen Soziallehre 1967–76. Schöningh, Paderborn 1978. ISBN 3-506-79690-9.
- Geld, Glaube, Gesellschaft. Westdeutscher Verlag, Opladen 1979.
- Wenn aber das Salz schal wird ... Der Einfluß sozialwissenschaftlicher Weltbilder auf theologisches und kirchliches Sprechen und Handeln. Echter, Würzburg 1994. ISBN 3-429-00908-1.

Herausgeberschaft:
- mit Joseph Höffner: Schriften des Instituts für Christliche Sozialwissenschaften der Westfälischen Wilhelms-Universität. 5 Bände. Aschendorff, Münster 1965 ff.
- mit Anton Rauscher: Abhandlungen zur Sozialethik. 25 Bände. Schöningh, Paderborn 1969 ff.
- mit Franz Greiß und Philipp Herder-Dorneich: Der Mensch im sozioökonomischen Prozeß. Festschrift für Wilfrid Schreiber zum 65. Geburtstag. Duncker & Humblot, Berlin 1969.